# Bartłomiej Marszałek
Bartłomiej Marszałek (ur. 9 września 1983 w Warszawie) – polski motorowodniak, zawodnik klubu Polonia Warszawa

## Życiorys
Jest synem motorowodniaka Waldemara Marszałka oraz bratem Bernarda Marszałka, również motorowodniaka. W 2005 uzyskał licencję krajową Polskiego Związku Motorowodnego i Narciarstwa Wodnego. Już rok później zdobył tytuł wicemistrza świata w klasie O-350. Jest pierwszym Polakiem biorącym udział w wyścigach w Formule 1 H2O – od lutego 2020 startuje tam w barwach Orlen Team.